# Estátua equestre do Rei Luís XIV (Bernini)
A estátua equestre do Rei Luís XIV é uma escultura final projetada e executada parcialmente pelo artista italiano Gian Lorenzo Bernini. Bernini discutiu o projeto na França em meados da década de 1660, mas só o iniciou mais tarde quando voltou a Roma. Ela só foi concluída em 1684, sendo enviada para Paris no ano seguinte. Luís XIV ficou extremamente insatisfeito com o resultado final e a colocou em um canto dos jardins do palácio real de Versalhes. Posteriormente, a obra foi modificada por François Girardon e alterada em uma escultura equestre do antigo herói romano Métio Cúrcio. Um catálogo, cuja fonte cita a Biblioteca Nacional da França, erroneamente identifica a escultura como sendo criada por Pietro Bernini.